# Sobeknakht
Sobeknakht va ser una princesa egípcia de finals de la dinastia XII o principis de la XIII. Era filla d'un rei desconegut i se la coneix gràcies a una estatueta de coure que la representa amamantant un nen que és un príncep.

## Biografia
La Filla de Rei Sobeknakht no se la coneix per cap altra font que no sigui l'estatueta feta de coure arsenical que la representa. Les estàtues i estatuetes de coure eren habituals durant el regnat d'Amenemhet III, a principis de la dinastia XIII, abans que les turbulències polítiques fessin que aquestes obres d’art fosin menys habituals. Pel que sembla, Sobeknakht va ser filla d’un rei d’aquest període i mare d’un príncep també desconegut per l'egiptologia. Per tant, el seu marit també podria haver estat rei.
Tanmateix, l'estatueta pot estar oberta a d'altres interpretacions.

## Estatueta de coure de Sobeknakht
L'estatueta de coure de Sobeknakht va ser elaborada entre els anys 1700 i 1630 aC i mostra grans habilitats en el seu disseny i fabricació. Representa una dona lactant un nen masculí. Aquest tipus d'escena pot reflectir Isis-Horus i més tard Maria-Jesús, mostrant així arrels d'aquesta iconografia al Regne Mitjà de l'antic Egipte. La inscripció fa referència a la "noble hereditària" Sobeknakht. Porta la ureu que indica que és una princesa. Al nen també se'l mostra com un príncep. L'estatueta es pot interpretar com la celebració d'un naixement, el senyal de la devoció d'un rei regnant vers la seva mare o el desig d'ajuda divina per concebre un nen que esdevindria el rei d'Egipte. Forma part de la col·lecció del Museu de Brooklyn.